# Benedykt Ignacy Przysiecki
Benedykt Ignacy Przysiecki herbu Nowina – surogator grodzki połocki w 1698 roku, podstoli połocki w latach 1665-1697.
Jako poseł na sejm konwokacyjny 1674 roku był członkiem konfederacji generalnej zawiązanej 15 stycznia 1674 roku na tym sejmie. Był elektorem Jana III Sobieskiego z województwa połockiego w 1674 roku.